# Rally del Sherry de 1971
El Rally del Sherry de 1971 fue la 3.º edición y la decimocuarta ronda de la temporada 1971 del Campeonato de España de Rally. Se celebró del 20 al 23 de septiembre y contó con un recorrido de 1800 km de los que 200 eran cronometrados y repartidos en veinte tramos. La salida se efectuaba en Jerez de la Frontera y el recorrido cruzaba las provincias de Cádiz, Sevilla, Jaén, Granada, Almería y Málaga visitando entremedias la cumbre del Veleta, Sierra Morena y las localidades de Torremolinos, Fuengirola y Ronda. Organizado por la Real Club Automóvil de Andalucía y el Automóvil Club Jerezano contó con el apoyo del consejo regulador de la denominación de origen «Jerez-Xeres-Sherry» y premios de un millón de pesetas.
En la prueba se inscribieron 56 equipos, mayoritariamente españoles e ingleses. Paddy Hopkirk, Brian Calceth, Chris Sclater o Thrish Ozanne figuraban entre los extranjeros más destacados.
El ganador fue el español Julio Gargallo con Porsche 914-6 GT, segundo Alberto Ruiz-Giménez con Porsche 911 S y tercero Lucas Sainz con Renault 8 TS. La segunda posición de Ruiz-Giménez muy meritoria ya que se quedó sin embrague y tuvo que empujar su coche en la salida de algunos tramos. El piloto extranjero mejor clasificado fue el francés Bernard Tramont en sexta posición. Entre los abandonos más destacados se encuentran Antonio Zanini por rotura del soporte motor; De Cos por rotura de palier en su peculiar Barqueta-Adidas; Estanislao Reverter por problemas en el motor del Alpinche y Juncosa por quedarse sin gasolina.

## Clasificación final
| Pos. | Piloto               | Copiloto          | Automóvil                 | Tiempo  | Diferencia |
| ---- | -------------------- | ----------------- | ------------------------- | ------- | ---------- |
| 1.   | Julio Gargallo       | Jaime Ramón       | Porsche 914/6 GT          | 2:27:54 | 0.0        |
| 2.   | Alberto Ruiz-Giménez | Ricardo Muñoz     | Porsche 911 S             | 2:34:21 | +6:27      |
| 3.   | Lucas Sainz          | Juan Carlos Oñoro | Renault 8 TS              | 2:37:06 | +9:12      |
| 4.   | Francisco Alemany    | Juan Gemar        | Opel Kadett Rallye        | 2:39:04 | +11:10     |
| 5.   | Fermín Yustas        | A. Escribano      | SEAT 1430                 | 2:47:58 | +20:03     |
| 6.   | Bernard Tramont      | Ricardo Antolín   | Renault 8 Gordini         | 2:47:58 | +20:03     |
| 7.   | Russell Brookes      | Kevin Gormley     | Austin Mini Cooper S 1275 |         |            |
| 8.   | Santiago González    | José María Calle  | SEAT 124 Sport Coupé      |         |            |
| 9.   | Antonio Sarmento     | «Marco Antonio»   | BMW 2002                  |         |            |
| 10.  | Pat Ryan             | Peter Oddie       | Morris Mini Cooper        |         |            |